# Giuseppe Migneco
Giuseppe Migneco, né le 9 février 1908 à Messine et mort le 28 février 1997 à Milan, est un peintre italien.

## Biographie
Giuseppe Migneco naît à Messine en 1908, et grandit à Milan. Après avoir terminé ses études classiques dans sa ville natale, il déménage à Milan en 1931 où il commence des études de médecine à l'université de cette ville en 1934. Il gagne sa vie et entre dans le monde de l'art dessinant des croquis pour le Corriere dei Piccoli. En même temps, il commence son activité de peintre. En 1934, il entre en contact avec des artistes comme Aligi Sassu, Renato Birolli et Raffaele De Grada.
En 1937, il est l'un des fondateurs de la revue Corrente (it) qui rassemble des artistes d'horizons culturels différents, avec l'intention commune de s'ouvrir à la culture européenne moderne, rejetant l'isolement culturel imposé par la politique fasciste. Après la guerre, il affine son goût du « réalisme social » sous l'influence des peintres muraux mexicains.
Dans les années 1950, il est consacré parmi les maîtres de l'art contemporain italien et expose dans les plus prestigieuses galeries nationales et étrangères, à Göteborg, Boston, Paris, Stuttgart, New York, Amsterdam, Hambourg et Zurich.
Giuseppe Migneco participe à cinq éditions de l'Exposition Internationale d'Art de Venise (it) en 1948, 1950, 1952, 1954 et 1958, ainsi qu'à cinq éditions (les Ve, VIe, VIIe, VIIIe et XIe) de la Quadriennale de Rome.
Migneco meurt à Milan le 28 février 1997.
Ses couleurs toujours fortes et vives rappellent sa Sicile aux traits violents et clairs.